# Vittoria Bentivoglio
Vittoria Bentivoglio (Massa, 5 novembre 1555 – Ferrara, 12 marzo 1587) è stata un soprano italiana.

## Biografia
Ci è nota per essere stata una componente del gruppo vocale Concerto delle donne attivo a Ferrara presso la corte di Alfonso II d'Este negli ultimi due decenni del XVI secolo.
Era nata nella nobile famiglia Cybo e aveva poi sposato un membro della famiglia Bentivoglio. Fu un membro importante della corte estense cantando regolarmente nel gruppo musica secreta. Fu anche una componente del Balletto delle donne di Margherita Gonzaga d'Este.
| Controllo di autorità | Europeana agent/base/2094 |